# Recensement de la Grèce de 1839
Le recensement de la population de 1839 (en grec moderne : Ελληνική απογραφή του 1839), est le cinquième recensement de la population du royaume de Grèce. La population totale du pays s'élève à 823 773 habitants, tandis que la superficie totale du royaume comprend le Péloponnèse, la Grèce-Centrale et les Cyclades. 
Lors du recensement, seules des données sur le sexe et l'âge sont collectées. 1839 est la première année où les résultats du recensement sont publiés dans la Gazette du gouvernement. En ce qui concerne la population, on constate une augmentation de 71 696 habitants par rapport au recensement précédent. 